# Venancio Gurrea
Venancio Gurrea (Olite, 1816-Málaga, 1872) fue un político español.

## Biografía
Nacido el 1 de abril de 1816 en la localidad navarra de Olite, fue diputado por la provincia de Logroño en las Cortes constituyentes de 1854 en sustitución de Ignacio Gurrea. Descrito en prensa como «consecuente progresista y ayudante que fué del duque de la Victoria», falleció hacia mediados del mes de septiembre de 1872 en Málaga.